# Anna K. Behrensmeyer
Anna Katherine "Kay" Behrensmeyer es una tafonomista y paleoecóloga estadounidense. Es pionera en el estudio de registros fósiles de ecosistemas terrestres y se dedica a la investigación de campo geológica y paleontológica en el contexto ecológico de la evolución humana en África oriental. Es conservadora de Paleontología de Vertebrados en el Departamento de Paleobiología del Museo Nacional de Historia Natural (NMNH) del Instituto Smithsoniano. En el museo, es codirectora del programa Evolución de los Ecosistemas Terrestres y asociada del Programa Orígenes Humanos.

## Educación y carrera
Behrensmeyer recibió su bachiller universitario en letras de la Universidad de Washington en St. Louis.
En 1968, Behrensmeyer realizó una investigación detallada de Lothagam, una formación paleontológica de Kenia que data del período Mioceno tardío- Plioceno temprano. Dentro de la sucesión, identificó seis unidades litoestratigráficas. Más tarde compiló una tabla para los 400 especímenes fósiles recolectados en 1967 y publicó una lista de fauna para Lothagam 3 en 1976.
Mientras era estudiante de posgrado en Harvard en 1969, el paleoantropólogo Richard Leakey invitó a Behrensmeyer a ser la geóloga de su equipo y mapear los depósitos de fósiles en Koobi Fora en Kenia. Descubrió un grupo de herramientas de piedra que se erosionaban de una toba volcánica, una capa de ceniza de una antigua erupción que llenaba un pequeño paleocanal. El sitio recibió su nombre en su honor y la capa se denominó Kay Behrensmeyer Site Tuff o KBS Tuff. Las herramientas eran similares a las descubiertas por Mary Leakey en Olduvai Gorge. La datación radiométrica del equipo indicó que los fósiles tenían 2,6 millones de años. La datación del sitio fue controvertida, ya que contradecía otras pruebas paleobiológicas. Una investigación independiente posterior revisó la fecha a 1,9 millones de años.
Behrensmeyer recibió su doctorado en paleontología de vertebrados y sedimentología del Departamento de Ciencias Geológicas de la Universidad de Harvard en 1973. Su tesis doctoral, publicada en 1975, mostró que la composición de las faunas de vertebrados fósiles de Koobi Fora, Kenia, variaba con el ambiente sedimentario (canal, llanura aluvial, margen del lago), y esto proporciona nueva información sobre la tafonomía y paleoecología de los homínidos del Plio-Pleistoceno.
Ocupó cargos posdoctorales en UC Berkeley y Yale y enseñó para la Junta de Ciencias de la Tierra de UC Santa Cruz antes de comenzar su carrera en la Institución Smithsonian en 1981. Desde 1986, dirige investigaciones sobre el contexto geológico de Olorgesailie.
Desde 1987, Behrensmeyer ha sido codirectora del Programa de Evolución de los Ecosistemas Terrestres en el Museo Nacional de Historia Natural. De 1993 a 1996, se desempeñó como Directora Asociada Interina de Ciencias en NMNH. Se ha desempeñado como Editora Asociada de las revistas Paleobiology, PALAIOS y Palaeoclimates. De 1985 a 1987, formó parte de la Junta de Editores Asociados del Journal of Human Evolution. También es profesora adjunta en la Universidad de Arizona y la Universidad George Washington.
Aparte de la investigación de Behrensmeyer sobre la paleoecología y la tafonomía de los depósitos con homínidos en la cuenca de Olorgesailie, la cuenca de Baringo y el este de Turkana, ha realizado un estudio a largo plazo de la tafonomía de los restos de vertebrados modernos en el Parque Nacional Amboseli de Kenia a partir de 1975, en colaboración con el ecologista David Western. El estudio involucra un censo de animales vivos y cadáveres cada cinco a 10 años. El estudio sugiere que los conjuntos de animales fósiles en entornos tropicales se pueden utilizar para hacer inferencias sobre hábitats antiguos cuando se tienen en cuenta los sesgos tafonómicos posteriores a la deposición. Sus otros proyectos incluyen la exploración de campo y el análisis de la tafonomía y paleoecología de vertebrados del Triásico Superior - Jurásico Inferior en Arizona y la investigación paleoecológica en la secuencia Siwalik del Mioceno de Pakistán. Behrensmeyer también está compilando una colección de referencia tafonómica de huesos y fósiles en el Museo Nacional de Historia Natural.
Fue nombrada una de las "50 mujeres científicas más importantes" por la revista Discover en 2002.

## Honores y premios
- 2016: Medalla Raymond C. Moore de la Sociedad de Geología Sedimentaria[13]
- 2018: Medalla Romer-Simpson de la Sociedad de Paleontología de Vertebrados[14]
- 2018: Medalla de la Sociedad Paleontológica[15]
- 2019: Premio GK Warren[16]
- 2020: Miembro electo de la Academia Nacional de Ciencias[17]

## Publicaciones Seleccionadas
Behrensmeyer ha publicado más de 130 artículos científicos.
- Behrensmeyer, AK (1970) "Interpretación geológica preliminar de un nuevo sitio de homínidos en la cuenca del lago Rudolf". Naturaleza 226 (5242): 225–226.
- Isaac, G., Leakey, R., Behrensmeyer, A. (1971) "Rastros arqueológicos de las actividades de los primeros homínidos al este del lago Rudolf, Kenia". Ciencia 173 :1129–1134.
- Behrensmeyer, AK (1975) "La tafonomía y la paleoecología de los conjuntos de vertebrados del Plio-Pleistoceno al este del lago Rudolf, Kenia". Boletín MCZ 145 (10): 473–574. (Tesis de doctorado)
- Behrensmeyer, AK (1978) "El hábitat de los homínidos del Plio-Pleistoceno en África Oriental: orientación tafonómica y microestratigráfica". En: C. Jolly (ed. ), Early Hominids of Africa (Duckworth: Londres), págs. 165–189.
- Behrensmeyer, AK, Hill A. (Editores). (1980) Fósiles en formación: paleoecología y tafonomía de vertebrados (Chicago: University of Chicago Press). 338 págs.
- Behrensmeyer, AK, Laporte, LF (1981) "Huellas de un homínido del pleistoceno en el norte de Kenia". Naturaleza 289 : 167–169.
- Behrensmeyer, AK (1985) "Tafonomía y la reconstrucción paleoecológica de los hábitats de los homínidos en la Formación Koobi Fora". En: Coppens, Y., Ed., L'environment des hominides au Plio-Pleistocene. (París: Fundación Singer-Polignac). páginas. 309–324.
- Behrensmeyer, AK, Gordon, KD, Yanagi, GT (1986) "El pisoteo como causa de daño en la superficie ósea y pseudomarcas de corte". Naturaleza 319 :768–771.
- Behrensmeyer, AK (1991) "Acumulación de vertebrados terrestres". páginas. 291–335 en Allison, P. y Briggs, DEG Taphonomy: Liberación de los datos bloqueados en el registro fósil. Nueva York: Pleno.
- Behrensmeyer, AK Hook, RW (1992) "Contextos paleoambientales y modos tafonómicos en el registro fósil terrestre". En: Behrensmeyer, AK, Damuth, JD, DiMichele, WA, Potts, R., Sues, H.-D., Wing, SL Terrestrial Ecosystems Through Time, págs. 15–136. (Chicago: Prensa de la Universidad de Chicago).
- Behrensmeyer, AK, Potts, R., Plummer, T., Tauxe, L., Opdyke, N., Jorstad, T. (1995) "Estratigrafía, cronología y paleoambientes de la localidad del Pleistoceno de Kanjera, en el oeste de Kenia". Revista de Evolución Humana 29 : 247–274.
- Isaac, GL, Behrensmeyer, AK (1997) "Capítulo 2: Contexto geológico y paleoambientes". páginas. 12–53. En: Koobi Fora Research Project Volumen 5: Plio-Pleistocene Archaeology. Glynn L. Isaac y B. Isaac, eds. Oxford: Clarendon Press. 556 págs.
- Behrensmeyer, AK, Todd, NE, Potts, R., McBrinn, GE (1997) "Recambio de fauna del Plioceno tardío en la cuenca de Turkana, Kenia y Etiopía". Ciencia 278 : 1589–1594.
- Potts, R., Behrensmeyer, AK, Ditchfield, P. (1999) "Variación del paleopaisaje y actividades homínidas del Pleistoceno temprano: Miembros 1 y 7, Formación Olorgesailie". Revista de Evolución Humana 37 :747–788.
- Behrensmeyer, AK, Potts, R., Deino, A., Ditchfield, P. (2002) "Olorgesailie, Kenia: Un millón de años en la vida de una cuenca de rift". Sedimentación en Grietas Continentales, Renaut, RW y Ashley, GM, Eds. ) Publicación Especial SEPM 73 : 97–106.
- Bobe, René, Behrensmeyer, AK (2004) "La expansión de los ecosistemas de pastizales en África en relación con la evolución de los mamíferos y el origen del género Homo". Paleogeografía, Paleoclimatología, Paleoecología 207 : 399–420.
- Potts, R., Behrensmeyer, AK, Deino, A., Ditchfield, P., Clark, J. (2004) "Pequeño homínido del Pleistoceno medio asociado con la tecnología achelense de África Oriental". Ciencia 305 : 75–78.
- Behrensmeyer, AK (2006) "Cambio climático y evolución humana". Ciencia 311 :476–478.
- Behrensmeyer, AK (2008) "Contexto paleoambiental del Plioceno AL 333 "Primera familia" Hominin Locality, Denen Dora Member, Hadar Formation, Etiopía". GSA Special Paper 446: The Geology of Early Humans in the Horn of Africa, editado por Jay Quade y Jonathan Wynn, págs. 203–214.
- Western, D., Behrensmeyer, AK (2009) "Los huesos siguen la estructura de la comunidad durante cuatro décadas de cambio ecológico". Ciencia 324 : 1061–1064.